# Thug Life
Thug Life var ett hiphopband som grundades av Tupac Shakur i slutet av 1993. Övriga medlemmar var Big Syke, Macadoshis, Mopreme och The Rated R. Även The Notorious B.I.G. var ursprungligen påtänkt som medlem, men han valde att istället koncentrera sig på sitt arbete med Bad Boy Records. Tupac hamnade sedan i dispyt med både Bad Boy Records (Puff Daddys Skivbolag) och The Notorious B.I.G..
Bandet släppte sitt första och enda album, Volume 1, på skivbolaget Interscope i september 1994. Shakur dömdes kort därefter till fyra års fängelse, vilket inom kort ledde till gruppens splittring.
Efter Tupac kom ut från fängelset skapade han rapgruppen The Outlawz vilka på sätt och vis var en fortsättning på den väg Thuglife utstakat med den stora skillnaden att alla i The Outlawz hade släktband till varandra.